# Sunagawa
Sunagawa (japanska: 砂川市?, Sunagawa-shi) är en stad i Hokkaidō prefektur i Japan. Staden fick stadsrättigheter 1958.